# Tre minuti di tempo
Tre minuti di tempo (The Man Upstairs) è un film britannico del 1958 appartenente al genere del dramma psicologico, diretto da Don Chaffey. È interpretato da Richard Attenborough e Bernard Lee. Il film fu prodotto da Robert Dunbar per Act Films Ltd.

## Trama
Peter Watson, che soggiorna in una pensione sotto il nome di John Wilson, è tormentato da dolori e insonnia. Tenta ripetutamente ma senza successo di accendere la stufa a gas, che ha un contatore a spiccioli, e cerca aiuto da un altro inquilino: l'artista Nicholas, che tuttavia sta trascorrendo la notte con il suo modello e non vuole essere disturbato. Frustrato dalla situazione Watson dà in escandescenze e un altro vicino, Pollen, chiama la polizia. Il crescente trambusto sveglia tutti gli inquilini della palazzina, fra cui la signora Barnes, che tenta di aiutare Watson, ormai mentalmente confuso, il quale tuttavia rifiuta ogni contatto. All'arrivo della polizia gli agenti hanno un diverbio con un altro coinquilino: il signor Sanderson, un operatore sanitario che ritiene di poter neutralizzare Watson, che nel frattempo si è armato, senza dover ricorrere alla violenza. Ma quando un sergente di polizia viene ferito l'ispettore Thompson è determinato a fermare Watson con la forza. Alla fine la signora Barnes riesce a convincere Watson a lasciare la stanza in cui si è barricato, dopodiché il signor Sanderson lo accompagna all'ambulanza.

## Accoglienza
TV Guide scrisse "una superba performance di Attenborough è al centro di questo studio sul personaggio"; e il New York Times sottolineò "la sceneggiatura di Alun Falconer, la regia serrata di Don Chaffey e le esibizioni degli interpreti principali", aggiungendo che "sebbene [le performance degli attori] non rendano Tre minuti di tempo un film straordinario, donano a questo modesto prodotto la lucentezza dell'onestà e della qualità".